# Buch in Tirol
Buch in Tirol je obec v Rakousku ve spolkové zemi Tyrolsko v okrese Schwaz.
Žije zde 2 568 obyvatel (1. 1. 2011).